# Escotismo no Brasil

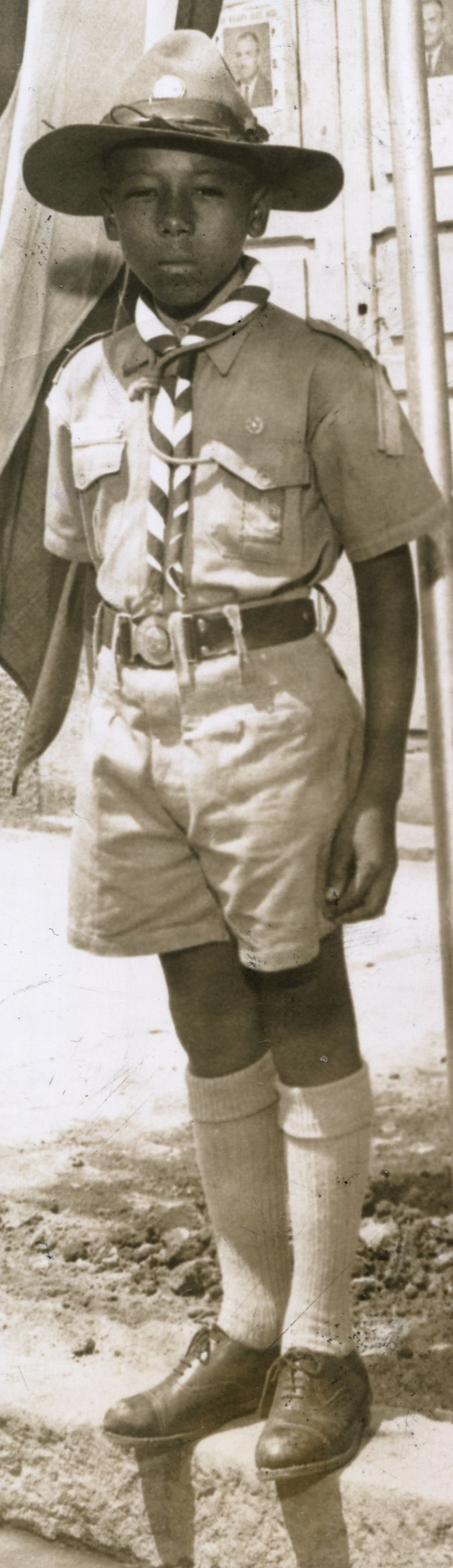
Escoteiro brasileiro, 1958

O primeiro registro do Movimento Escoteiro no Brasil foi em dezembro de 1909, em uma publicação na revista “Ilustração Brasileira” que trazia fotos do acampamento de Brownsea. Porém, foi só um ano depois, em 17 de abril de 1910, por meio de militares que vinham de uma viagem na Europa e puderam acompanhar o enorme sucesso do Escotismo na Inglaterra, que os primeiros uniformes e acessórios escoteiros chegaram ao Brasil.
A primeira notícia sobre o Escotismo no Brasil, foi publicada em 1 de dezembro de 1909. Em 2018 alcançou 120.901 membros da União dos Escoteiros do Brasil em 1.604 Unidades Escoteiras Locais.

## História[3]
A primeira notícia sobre o Escotismo publicada, no Brasil, foi do dia 1 de dezembro de 1909, no número 13 da revista Ilustração Brasileira, editada no Distrito Federal, no Rio de Janeiro e com circulação nacional. A reportagem tinha o título: Scouts e a Arte de Scutar; ocupava três páginas e apresentava sete fotografias. A matéria fora preparada na Inglaterra pelo 1º Tenente da Marinha de Guerra Eduardo Henrique Weaver, onde se encontrava a serviço. Teve, assim, a oportunidade de presenciar o nascimento do Movimento Escoteiro – Scouting for Boys, criado em 1907 pelo General Inglês Baden-Powell. Na época, juntamente com o Tenente Weaver, encontrava-se na Inglaterra numeroso contingente de Oficiais e Praças da Marinha — preparava-se para guarnecer os novos navios da esquadra brasileira em construção. Um grupo de suboficiais entusiasmou-se com o revolucionário método de educação complementar. Entre eles estava o Suboficial Amélio Azevedo Marques que fez seu filho Aurélio ingressar em um dos Grupos Escoteiros locais. Assim, o jovem Aurélio Azevedo Marques foi o primeiro escoteiro brasileiro. Quando da vinda para o Brasil, os militares trouxeram consigo uniformes escoteiros ingleses, no valor de trinta libras esterlinas. O Encouraçado Minas Gerais, navio onde estava embarcada a maioria dos militares interessados em trazer para o Brasil o Movimento Escoteiro, chegou ao Rio de Janeiro em 17 de abril de 1910. No dia 14 de junho do mesmo ano, na casa número 13 da Rua do Chichorro no Catumbi, Rio de Janeiro, reuniram-se, formalmente, todos interessados pelo escotismo e embarcados nos navios que haviam chegado ao Brasil. Naquele local foi oficialmente fundado o Centro de Boys Scouts do Brasil. O evento foi informado aos jornais, os quais publicaram a carta recebida da Comissão Diretora.
A correspondência enviada começava nos seguintes termos: "À imprensa desta capital, brilhante e poderoso fator de progresso, campeã de todas as idéias nobres, vem o Centro de Boys Scouts do Brasil, solicitar o auxílio de sua boa vontade, o esteio de que necessita para que em todos os lares brasileiros penetre o conhecimento do quanto à Pátria pode ser útil a instrução dos Boys Scouts".
Espalhou-se pelo país, sendo adotado inclusive como proposta educativa governamental. Com o tempo, foi se modificando, em alguns aspectos se adaptando às mudanças da sociedade, por exemplo, passando a aceitar garotas em seus quadros e ampliando a faixa de atendimento para jovens na idade de sete aos 21 anos.
No país, existem duas associações escoteiras: a União dos Escoteiros do Brasil, UEB, fundada em 1924, como resultado da união de diversas associações escoteiras existentes na época (daí o nome "União dos Escoteiros") e filiada à Organização Mundial do Movimento Escoteiro. A União dos Escoteiros do Brasil adota uma organização vertical, definindo parâmetros de ação para as Unidades Locais (Grupos Escoteiros e Seções Autônomas) associadas, através de um programa único, visando maior coesão entre todos os membros.
Leia Mais em 

### Modalidade do Mar no Brasil
A Modalidade do Mar no Brasil não foi diferente das de outras nacionalidades, as práticas de atividades náuticas, as sedes escoteiras dentro de Clubis Navais, as tropas mantidas pela Marinha ou com Chefes que eram marinheiros, os ambientes aquáticos para atividades constantes eram comuns desde 1910, porém não foram organizados como modalidade, semelhante ao ocorrido na Inglaterra, inicialmente.
Em 1910, no Encouraçado Minas Gerais, chegavam ao Brasil oficiais da Marinhade Guerra, que traziam os primeiros manuais escoteiros (em inglês), uniformes e os primeiros escoteiros brasileiros, filhos de alguns desses sub oficiais (estes que haviam feito suas promessas na Inglaterra). Dentre os suboficiais, destaca-se Amélio de Azevedo Marques, que junto com os demais marinheiros foi o introdutor do Escotismo no Brasil. Estes marinheiros assim que chegaram no Rio de Janeiro abriram uma tropa escoteira no bairro do Catumbi, próximo do sambódromo de hoje, na Rua do Chichorro número 13 (existe na fachada da casa uma placa alusiva à fundação deste grupo, hoje extinto).
Em 1938, adquiriam os Escoteiros do Mar a sua primeira Base Naval própria localizada no Porto de Maria Angu.
Em Setembro de 1941, a Modalidade foi anexa à União dos Escoteiros do Brasil.
Hoje a Modalidade abrange grande parte do território nacional.

## Modalidades do Escotismo no Brasil
As modalidades do escotismo, no Brasil, são constituídas de três formas existentes que são a básica, a Modalidade do Mar, a Modalidade do Ar e uma quarta, que caiu em desuso a Modalidade Ferroviária. São adotadas pelos grupos escoteiros de forma a guiar as atividades dos grupos e formação dos seus membros, entretanto o grupo quanto assume uma modalidade não fica restrita a essa e nem é impedida de realizar as atividades típicas das demais modalidades.
Modalidade Básica
A Modalidade Básica, caracterizada pelo escoteiro típico, sendo a modalidade com o maior número de integrantes, apresenta grande flexibilidade de atividades e com formação geralmente mais voltada para a atividade excursionista, campismo e montanhismo.
Os acampamentos exigem inúmeras técnicas escoteiras, dentre elas a que se destaca é a pioneiria, uma forma de suprir a necessidade de móveis e como um modo de proteção, normalmente constituídas por troncos de madeira e unidas através de amarras.
Modalidade do Mar
O que caracteriza o Escotismo Modalidade do Mar é que eles realizam suas atividades preferencialmente na água, onde quer que exista água em quantidade e profundidade suficientes para que uma embarcação possa navegar, seja ela de que tipo for. Sendo assim podem existir Escoteiros do Mar, seja esta água de mar, de rio, lago, lagoa ou pantanal. Procurando desenvolver nos jovens o gosto pela vida no mar, pelas artes e técnicas marinheiras, pela navegação à vela e a motor, pelas viagens e transportes marítimos, pela pesca, pelo estudo da oceanografia, pela exploração e pelos esportes náuticos, incentivando o culto das tradições da marinha. A gama de atividades que podem ser realizadas é enorme, indo da tradicional navegação a remo até mergulho ou windsurf.
Modalidade do Ar
O Escotismo Modalidade do Ar procura desenvolver nos jovens, além dos valores da Modalidade Básica, o gosto pelo aeromodelismo, aeroplanos, pelos problemas de aeroportos, aeronavegação, aeropropulsão, pelo pára-quedismo e pelos esportes aéreos, pelo estudo da meteorologia e da cosmografia, pelo mundo aeroespacial e pela cosmonáutica, incentivando o culto das tradições da aeronáutica do país. As ênfases educativas das Modalidades do Ar e Mar, são apenas desenvolvidas nos Ramos Escoteiro e Ramo Sênior.
Modalidade Ferroviária (extinta, caiu em desuso)
O Escotismo Ferroviário surgiu no Brasil, na década de 1920-1930. Previa-se a instalação de Grupos Escoteiros nas estações de trem, urbanas ou suburbanas.
Alguns grupos foram abertos no Rio de Janeiro e em Minas Gerais, nos ramais da Estrada de Ferro Central do Brasil. Ao que parece, tiveram vida curta, com exceção do RJ/GE Alcindo Guanabara (antes nomeado Grupo Light, por ser patrocinado por aquela empresa de energia elétrica do Rio). Esse GE existiu no período de 1926 (mais ou menos) até a década de 90.
Um dos seus expoentes era o Chefe Gabriel Skinner, Tapir de Prata, e de grande atuação no escotismo nacional nas décadas de 1930-40.

## Organização
Os jovens são divididos conforme a faixa etária em vários ramos ou secções. Cada ramo possui um programa de desenvolvimento e de atividades apropriados à idade e ao desenvolvimento mental, intelectual, espiritual, físico e social do jovem.
A Seção é a unidade do Movimento Escoteiro, que congrega membros do mesmo Ramo
- Ramo Lobinho: para meninos e meninas de 7 a 10 anos, admitindo-se com idade menor (até 6 anos e meio) se estiver alfabetizado. Seção: Alcateia (pode ser mista ou não). São chamados de Lobinhos, divididos em Matilhas (grupos de quatro a seis Lobinhos). Trabalha-se a fantasia, utilizando como fundo de cena a História do Livro do Jângal (Mogli, o menino lobo);
- Ramo Escoteiro: para rapazes e moças de 11 a 14 anos. Seção: Tropa de Escoteiros, Tropa de Escoteiras ou Tropa Escoteira Mista. São os Escoteiros, divididos em Patrulhas (grupos de seis a oito Escoteiros). Trabalha-se a aventura, através da vida ao ar livre; Exemplo de atividade, rapel e escalada.

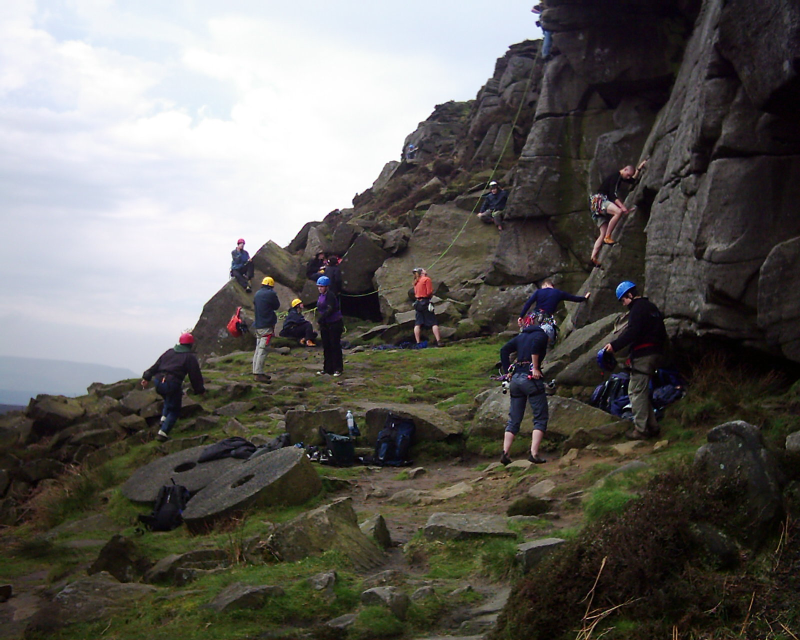
Exemplo de atividade, rapel e escalada.

- Ramo Sênior: para rapazes e moças de 15 a 17 anos. Seção: Tropa Sênior, Tropa Guia ou Tropa Sênior Mista. São os Seniores e Guias, divididos em Patrulhas (grupos de quatro a seis Seniores e/ou Guias). Trabalha-se com o desafio aos limites, tanto físico, quanto intelectual, social e espiritual;
- Ramo Pioneiro: para rapazes e moças de 18 a 20 anos. Seção: Clã Pioneiro. São os Pioneiros e Pioneiras, que se organizam em Equipes de Interesse, com quantidade variável de jovens. Tem como objetivo trabalhar o serviço ao próximo, como forma de melhorar a sociedade em que vivemos.

Os adultos com 21 anos ou mais participam de diversas formas. Podem ser Escotistas, que coordenam as atividades com os jovens; na U.E.B., Dirigentes Institucionais, que dirigem os Grupos Escoteiros e Regiões Escoteiras (estaduais); ou ainda Dirigentes de Formação, que se ocupam da orientação e formação de outros adultos.
Os ramos são os mesmos aplicados pela U.E.B. e sugeridos pela AEBP. As Unidades Locais Associadas à AEBP são livres para definir os parâmetros dos ramos, podendo adaptá-los para o programa utilizado. Existem, por exemplo, Grupos Escoteiros onde o Clã Pioneiro congrega membos com idades entre 18 e 26 anos.

## Conjuntura
O escotismo brasileiro é formado por mais de uma instituição: a União dos Escoteiros do Brasil (UEB), A UEB é a única associação de escoteiros brasileiros filiada à Organização Mundial do Movimento Escoteiro.
Sua organização no Brasil é dividida em escritórios regionais distribuídos por diversos estados da federação, com alguns poucos profissionais remunerados para administrar 45 mil voluntários distribuídos por unidades locais de atuação: os Grupos Escoteiros e as Seções Autônomas. Nestas Unidades Locais, através dos voluntários, é que se colocam em prática os programas educacionais para jovens.

## Memoráveis Escoteiros, escotistas e beneméritos do Movimento Escoteiro
Uma breve relação daqueles que ajudaram a trazer o Movimento Escoteiro para o Brasil!
| Nome                                                                      | Memória                                   | Participações ou Reconhecimentos                                                                | Ano       |
| ------------------------------------------------------------------------- | ----------------------------------------- | ----------------------------------------------------------------------------------------------- | --------- |
| Robert Stephenson Smyth Baden-Powell                                      | Chefe Escoteiro Mundial                   | Fundador do Escotismo                                                                           | 1907      |
| Benjamin de Almeida Sodré                                                 | Escotista, o "Velho Lobo"                 | fundador dos Escoteiros do Mar, agraciado com o Primeiro Tapir de Prata, Único Lobo de Prata    | 1919      |
| Afonso Augusto Moreira Pena Junior                                        | 1º Presidente da UEB                      |                                                                                                 | 1920      |
| Ignácio Manoel Azevedo do Amaral                                          | Presidente da UEB                         | Jamboree Mundial (60 brasileiros)                                                               | 1929      |
| Newton Cavalcanti                                                         | Presidente da UEB (não tomou posse)       |                                                                                                 | 1937      |
| Bonifácio Antonio Borba                                                   | Presidente da UEB interino                |                                                                                                 | 1937      |
| Heitor Augusto Borges                                                     | Presidente da UEB (mandato cassado)       | Tapir de Prata                                                                                  | 1950      |
| Gabriel Skinner                                                           | Escotista                                 | Tapir de Prata, Escotismo Ferroviário                                                           | 1920      |
| João Ribeiro dos Santos                                                   | Mentor do Ramo Sênior                     |                                                                                                 | 1950      |
| Gelmirez de Mello                                                         | 1º Comissário nacional                    | Escotismo do Mar                                                                                | 1950-1962 |
| José de Araújo Filho                                                      | Escotista                                 |                                                                                                 | 1950-1962 |
| Rubem Suffert                                                             | Escotista                                 | Indaba Nacional, Modalidades                                                                    | 1974      |
| Guido Mondim                                                              | Escotista                                 | Atividade para Ramos e Modalidades                                                              | 1974      |
| André Pereira Leite                                                       | Escotista                                 | Capacitação de Adultos                                                                          | 1974      |
| dr. João Evangelista Peixoto Fortuna                                      | Escotista                                 | Escoteiros Católicos, Primeiro escotista agraciado com a Cruz Swástica Ouro                     | 1918      |
| Ten. Eduardo Henrique Weaver                                              | Tenente da Comissão Naval                 | 1º "Jornalista Escoteiro"                                                                       | 1909      |
| dr. Manoel Bomfim                                                         | Escotista                                 | Presidente da Confederação Escoteiros do Mar                                                    | 1910      |
| Aurélio Azevedo Marques                                                   | Escoteiro                                 | Primeiros escoteiros do Brasil                                                                  | 1910      |
| Octávio Republicano Drumond                                               | Escoteiro                                 | Primeiros escoteiros do Brasil                                                                  | 1910      |
| Amélio Azevedo Marques                                                    | Escotista                                 | Pioneiros dos Escotismo no Brasil                                                               | 1910      |
| José Affonso Severino Drumond                                             | Escotista                                 | Pioneiros dos Escotismo no Brasil                                                               | 1910      |
| Alvaro Correa da Silva                                                    | Escoteiro                                 | 1º Escoteiro do Brasil                                                                          | 1910      |
| Floriano Reis de Andrade                                                  | Escoteiro                                 | Relato de atividade mais antigo                                                                 | 1910      |
| 1st Ten. Antonio Freire Vasconcellos                                      | Escotista                                 | 1º "Patrulha" de Treinamento, Escotistas Escolares                                              | 1912      |
| Lafayete Tapióca de Oliveira                                              | Escotista                                 | Escotistas Escolares                                                                            | 1912      |
| J.S. Campos                                                               | Escotista                                 | Auxiliar 1º "Patrulha" de Treinamento                                                           | 1912      |
| Camila Furtado Alves                                                      | Escotista                                 | 1º Grupo Escoteiro Ginásio Julio de Castilhos, Porto Alegre, RS                                 | 1912      |
| Ten. Tancredo Gomes Ribeiro                                               | Escotista                                 | 1º Grupo Escoteiro Porto Alegre, RS                                                             | 1912      |
| Curt Boett                                                                | Escotista                                 | 1º Grupo Escoteiro Blumenau, SC                                                                 | 1912      |
| George Michael Black                                                      | Escotista                                 | "Escoteiros" de Porto Alegre                                                                    | 1913      |
| Ernest P. Gillman                                                         | Escotista                                 | Petrópolis                                                                                      | 1914      |
| dr. Alcântara Machado, Ascânio Cerqueira, Amadeu Amaral e Gelásio Pimenta | Escotistas                                | São Paulo Boy Scouts                                                                            | 1914      |
| Mario Sergio Cardim                                                       | Escotista                                 | Associação Brasileira de Escoteiros                                                             | 1914      |
| Olympio de Araújo                                                         | Escotista                                 | "Bandeirantes Mineiros", Rio Novo, MG                                                           | 1914      |
| Benjamim Colussi                                                          | Escotista                                 | Grêmio dos Bandeirantes de Juiz de Fora, MG                                                     | 1915      |
| Wenceslau Braz                                                            | Presidente do Brasil                      | Declara as associações escoteiras como Utilidade Publica Federal Dec. 3294/1917                 | 1917      |
| Américo Netto                                                             | Escotista                                 | Associação Pernambucana de Escoteiros                                                           | 1915      |
| Luiz M. Pope                                                              | Escotista (Secretário do British College) | Associação Pernambucana de Escoteiros                                                           | 1915      |
| Américo Netto                                                             | Escotista                                 | Associação Pernambucana de Escoteiros                                                           | 1915      |
| Aníbal Fernandes                                                          | Escotista                                 | Associação Pernambucana de Escoteiros                                                           | 1915      |
| Catharina Norburry Crompton (Kathleen Crompton)                           | Escotista                                 | Escola de Chefes Escoteiras                                                                     | 1915      |
| Jose Chevalier                                                            | Escotista                                 | Legião Amazonense de Escoteiros                                                                 | 1915      |
| Cel. Estillac Leal                                                        | Escotista                                 | Associação Fluminense de Escoteiros                                                             | 1915      |
| Harvey E. Chalk                                                           | Escoteiro Tropa Peter Sham,Inglaterra     | Union Church Boy Scouts, Igreja Metodista Americana do RJ                                       | 1916      |
| Aldo R. Toledano                                                          | Escotista                                 | GEAr Baden-Powell, primeiros com o Ramo Sênior                                                  | 1916      |
| Joáo Ribeiro dos Santos                                                   | Escotista                                 | GE Guilhemina Guinle, primeiros com o Ramo Sênior                                               | 1916      |
| Guilhemina Guinle                                                         | Patrocinador                              | Movimento Escoteiro Petrópolis, RJ                                                              | 1916      |
| Geraldo Hugo Nunes                                                        | Escotista                                 | GE São Pedro de Alcântara, primeiros com o Ramo Sênior                                          | 1916      |
| Henrique Castriciano                                                      | Escotista                                 | Associação de Escoteiros do Rio Grande do Norte                                                 | 1916      |
| Luiz Soares                                                               | Escotista                                 | Associação de Escoteiros do Alecrim                                                             | 1919      |
| Cap. Paes Brasil                                                          | Escotista                                 | Grupo Escoteiro do Fluminense Football Club                                                     | 1920      |
| Ansgar Knud Jensen                                                        | Escotista                                 | 1º Escotista remunerado no Brasil                                                               | 1921      |
| Andrade Bezerra                                                           | Escotista                                 | Diretor Associação Pernambucana de Escoteiros                                                   | 1916      |
| Gal. Joaquim Ignácio                                                      | Escotista                                 | Diretor Associação Pernambucana de Escoteiros                                                   | 1916      |
| Rubens Weyne                                                              | Escotista                                 | Grupo Escoteiro Pelotas, RS                                                                     | 1916      |
| Olavo Bilac                                                               | Patrocinador                              | Movimento Escoteiro Pelotas, RS, Liga Nacional de Defesa                                        | 1916      |
| Pedro Dias de Campos                                                      | Escotista                                 | Instalação da 1ª Escola de Chefes Escoteiros                                                    | 1916      |
| Alm. Caio Pinheiro de Vasconcellos                                        | Escotista                                 | Presidente Associação Baiana de Escoteiros                                                      | 1916      |
| Manoel Cícero Peregrino                                                   | Escotista                                 | Escotismo Escolar (21 escolas do RJ)                                                            | 1917      |
| Cesário Alvim                                                             | Escotista                                 | Associação Maranhense de Escoteiros                                                             | 1917      |
| Edmund Lionel Lynch                                                       | Escotista                                 | Escotismo Católico                                                                              | 1917      |
| Pe. André Arcoverde de Albuquerque Cavalcanti                             | Escotista                                 | Associação dos Escoteiros Católicos da Freguesia de São João Batista da Lagoa                   | 1917      |
| Rodolpho Malempré                                                         | Escotista                                 | Associação dos Escoteiros Católicos da Freguesia de São João Batista da Lagoa                   | 1917      |
| Alfredo Oliveira Mariante                                                 | Escotista                                 | Grupo Escoteiro Jaguarão, RS e Fundador Federação Rio-grandense de Escotismo (FRGE)             | 1918      |
| Hilário Freire                                                            | Escotista                                 | "Guia Brasileiro de Escotismo", agraciado com a Cruz Swástica Prata                             | 1919      |
| Jerônima Oliveira                                                         | Escotista                                 | "Comandante em Chefe" Bandeirantismo das mulheres                                               | 1919      |
| Associação de Escoteiros Católicos do Brasil                              | Associação                                | Fundou a primeira escola de Escotistas do Mundo (Escola de Instrutores)                         | 1920      |
| Associação de Escoteiros Católicos do Brasil                              | Associação                                | Tabloide "O Escoteiro"                                                                          | 1919-1925 |
| Associação de Escoteiros Católicos do Brasil                              | Associação                                | Primeira associação Escoteira Nacional reconhecida pelo Bureau Internacional                    | 1919-1925 |
| David Mesquita de Barros                                                  | Escotista                                 | Primeiro escotista agraciado com a Cruz Swástica Prata                                          | 1920      |
| David Mesquita de Barros                                                  | Primeiro Akelah                           | Grupo Escoteiros da Paróquia da Glória, primeiro grupo de "lobinhos"                            | 1921      |
| 2 Ten. Edgard da Cruz Cordeiro                                            | Escotista                                 | "Guia do Escoteiro Baiano", dois volumes                                                        | 1921      |
| Benevenuto Cellini dos Santos                                             | Escritor                                  | Hino "Alerta", letra e música                                                                   | 1921      |
| Grupo Escoteiro do Fluminense Football Club                               | Associação                                | Exemplo para criação dos Grupos Escoteiros do times Botafogo e Flamengo                         | 1921      |
| Henrique Marques Lisboa                                                   | Escotista                                 | Grupo Escoteiros de Belo Horizonte, MG, GE Guia Lopes                                           | 1921      |
| Antonio Pereira da Silva                                                  | Escotista                                 | Associação Escolar dos Escoteiros, MG                                                           | 1927      |
| Gumercindo Portugal Loretti                                               | Escotista                                 | Idealizador da Confederação Brasileira de Escoteiros do Mar (CBEM)                              | 1921      |
| Antonio Dias de Souza                                                     | Escoteiro                                 | Primeiros agraciados "Escoteiro da Pátria"                                                      | 1921      |
| Claudio Figueiroa                                                         | Escoteiro                                 | Primeiros agraciados "Escoteiro da Pátria"                                                      | 1921      |
| Oscar Messias Cardoso                                                     | Escoteiro                                 | Primeiros agraciados "Escoteiro da Pátria"                                                      | 1921      |
| Jayme Maia de Arruda                                                      | Escoteiro                                 | Primeiros agraciados "Escoteiro da Pátria"                                                      | 1921      |
| Antonio da Silva Carneiro                                                 | Escoteiro                                 | Primeiros agraciados "Escoteiro da Pátria"                                                      | 1921      |
| "Velho Lobo"                                                              | Escotista                                 | Publicação da coluna mensal "Escotismo" na revista "Tico-Tico"                                  | 1921      |
| José Queiroz                                                              | Escotista                                 | GE de Carolina, Maranhão                                                                        | 1921      |
| Antonio Braga                                                             | Escotista                                 | GE de Carolina, Maranhão                                                                        | 1921      |
| Emilio V. Crediddio                                                       | Escotista                                 | Associação de Escoteiros Baden-Powell                                                           | 1922      |
| Lucas A. Baptista                                                         | Escotista                                 | Associação de Escoteiros Baden-Powell                                                           | 1922      |
| Paschoal Costanzi                                                         | Escotista                                 | Associação de Escoteiros Baden-Powell                                                           | 1922      |
| Horacio Quaglio                                                           | Escotista                                 | Associação de Escoteiros Baden-Powell                                                           | 1922      |
| Gumercindo Portugal Loretti                                               | Escotista                                 | Liga de Defesa Nacional                                                                         | 1922      |
| Associação de Escoteiros Católicos do Brasil                              | Associação                                | Fundação da Federação dos Escoteiros do Brasil                                                  | 1922      |
| Dep. dr. Amaral Carvalho                                                  | Escotista                                 | agraciado com a Cruz Swástica Ouro                                                              | 1922      |
| Arnaldo Guinle                                                            | Presidente do Fluminense                  | "Livro do Escoteiro - Manual do Escoteiro Brasileiro"                                           | 1922      |
| Marco Pollo                                                               | Jornalista                                | "Livro do Escoteiro - Manual do Escoteiro Brasileiro"                                           | 1922      |
| Brasil                                                                    |                                           | Membro fundador da Organização Mundial do Movimento Escoteiro WOSM                              | 1922      |
| Associação de Escoteiros Católicos do Brasil                              | Associação                                | Fundação e filiação do Grupo 14 Ginásio Diocesano, Pouso Alegre, MG                             | 1922      |
| Grupo 15 Olaria, da AECB                                                  | Associação                                | Primeira Tropa Sênior do Brasil                                                                 |           |
| João Batista de Mattos Lopes                                              | Escoteiro Grupo 15, Olaria                | agraciado com a Medalha de Mérito, segunda classe, pelos feitos no incêndio da r. Rodrigo Silva | 1922      |
| Escola de Instrutores do Mar, CBEM                                        | Escola de Escotistas                      | 13 instutores diplomados                                                                        | 1922      |
| São Paulo                                                                 | Estado Brasileiro                         | Instituiu o Escotismo nas escolas públicas contando 50mil escoteiros no estado                  | 1923      |
| Paraná                                                                    | Estado Brasileiro                         | Lei 2196/23 Escotismo substitui as aulas de Educação Moral e Cívica                             | 1923      |
| Fernando Thauby                                                           | Escultor Chileno                          | Estátua em bronze "O Escoteiro", em agradecimento pelos socorros às vítimas do terremoto        | 1923      |
| George Eduard Fox                                                         | Escotista                                 | Primeiro escotista "Insígnia da Madeira" a atuar no Brasil                                      | 1925      |
| Associação Brasileira de Escoteiros                                       | Associação                                | Filiação à União dos Escoteiros do Brasil e extinção da ABE                                     | 1934      |
| Fernando Osório                                                           | Escotista                                 | Diretor técnico da Federação Rio-grandense de Escotismo (FRGE)                                  | 1936      |
| Caio Viana Martins                                                        | Escoteiro                                 | In memorian Escoteiro símbolo do Brasil, morto no desastre da Mantiqueira                       | 1938      |
| Federação Paulista de Escoteiros                                          | Associação                                | Fundação da Federação Paulista de Escoteiros FPE                                                | 1940      |
| Federação Rio-grandense de Escotismo (FRGE)                               | Associação                                | Filiação a Confederação Brasileira dos Escoteiros da Terra                                      | 1940      |
| Lino Schiefferdecker                                                      | Escotista                                 | Presidente AESOGIPA - Associação dos Escoteiros da Sogipa                                       | 1944      |